# Allenville (Missouri)
Allenville ist ein Ort im Cape Girardeau County im US-Bundesstaat Missouri. Das U.S. Census Bureau hat bei der Volkszählung 2020 eine Einwohnerzahl von 95 ermittelt.

## Demographie
Gemäß dem United States Census 2000 lebten 104 Personen in dem Ort, verteilt auf 42 Haushalte und 29 Familien. Die Bevölkerungsdichte betrug 208 Einwohner pro Quadratkilometer. 100 % der Einwohner sind Weißhäutige.
Das mittlere Einkommen für einen Haushalt im Dorf betrug 19.583 $, das Durchschnittseinkommen einer Familie betrug 33.750 $. Männer hatten ein Durchschnittseinkommen von 21.875 $ gegenüber 12.188 $ für Frauen. Das Pro-Kopf-Einkommen für das Dorf lag bei 15.993 $. 14,3 % der Familien und 21,9 % der Dorfbevölkerung lebten unterhalb der Armutsgrenze, darunter 31,3 % der Minderjährigen und 8 und 9,1 % der Einwohner über 64.